# 大链担耳
大链担耳（学名：Sirobasidium magnum）是属于银耳目链担耳科链担耳属的一种真菌，群生于阔叶林中的阔叶树倒木上。该种分布于中国、马来西亚、印度尼西亚、塔希提岛等地。